# Ole Braunschweig
Ole Braunschweig (* 15. November 1997 in Berlin) ist ein deutscher Schwimmer. Er gewann die Bronzemedaille über 50 Meter Rücken bei den Europameisterschaften 2022.

## Karriere
Braunschweig wurde 2019 Deutscher Meister über 50 und 100 Meter Rücken. Im Jahr 2021 qualifizierte er sich für die Olympischen Spiele in Tokio, wo er Platz 25 in den Vorläufen über 100 Meter Rücken belegte.
Bei den Weltmeisterschaften 2022 nahm Braunschweig in drei Wettbewerben am Finale teil: 50 Meter Rücken (Platz 7), 4-mal-100-Meter-Lagenstaffel (Platz 6) und 4-mal-100-Meter-Lagenstaffel gemischt (Platz 8). Im Vorlauf über 50 Meter Rücken verbesserte er dabei mit 24,58 Sekunden den 13 Jahre alten deutschen Rekord von Helge Meeuw.
Am 21. April 2023 verbesserte Braunschweig in Berlin den deutschen Rekord über 50 Meter Rücken mit einer Zeit von 24,57 Sekunden um eine Hundertstelsekunde.
Bei den Olympischen Spielen 2024 in Paris trat Ole Braunschweig dreimal an. Über 100 Meter Rücken verpasste er als 18. der Vorläufe den Halbfinaleinzug um 0,03 Sekunden. Mit der Lagenstaffel wurde er Siebter. Die Mixed-Lagenstaffel verfehlte als Vorlaufneunte den Finaleinzug um eine halbe Sekunde.

## Persönliches
Sein Bruder Malte ist ebenfalls Schwimmer und nahm an den Sommer-Paralympics 2020 teil.